# Косинус
Косинус е тригонометрична функция, означавана с cos x, където x е ъгъл. Графиката на функцията се нарича синусоида.

## Дефиниция
За остър ъгъл в правоъгълен триъгълник косинусът се дефинира като отношението на прилежащия катет към хипотенузата. За обобщен ъгъл с радианна мярка x, чийто връх е в координатното начало, а първото рамо е по абсцисната ос, cos x е абсцисата на точката, в която второто рамо на ъгъла пресича единичната окръжност.

## Формули и свойства
Някои от свойствата на функцията косинус за x ∈ [0, 2π] са:
- Функцията косинус е четна функция, понеже cos (-x) = cos x.
- Функцията косинус е периодична функция с период 2π, понеже cos x = cos (x+2kπ).
- Функцията косинус е ограничена функция – и отгоре от 1, и отдолу от -1.
- За функцията косинус е изпълнено основното тригонометрично тъждество sin2x + cos2x = 1.
- Функцията косинус приема положителни стойност за ъгли от I и IV квадрант и отрицателни стойности за ъгли от II и III квадрант.

### Косинус на сбор и разлика на два ъгъла
cos (x + y) = cos x cos y – sin x sin y
cos (x – y) = cos x cos y + sin x sin y

### Косинус на удвоен ъгъл
cos 2x = (cos x)2 – (sin x)2

### Сбор и разлика на косинуси
cos x + cos y = 2 cos 1/2 (x + y) cos 1/2 (x – y)
cos x – cos y = – 2 sin 1/2 (x – y) sin 1/2 (x + y)

### Графика на функцията
Графиката на косинус може да се получи директно от графиката на синус, като вземем предвид, че
cos x = sin (π/2 + x).
Следователно графиката на косинус се получава от графиката на синус посредством транслация успоредно на оста Ох в отрицателна посока на разстояние π/2.